# Fritz Haake
Fritz Haake (* 5. August 1941 in Königsberg (Preußen); † 18. November 2019) war ein deutscher theoretischer Physiker.

## Werdegang
Haake ging in Passau, Stuttgart und Bonn zur Schule und studierte ab 1960 Physik in Stuttgart, Berlin und Paris mit Diplom-Abschluss an der Universität Stuttgart 1965. 1964/65 war er Stipendiat der Studienstiftung des Deutschen Volkes.
1968 wurde er bei Wolfgang Weidlich in Stuttgart über das Thema Untersuchung des nichtmarkoffschen Verhaltens gedämpfter Systeme mit Hilfe einer Masterequation promoviert. Von 1967 bis 1969 war er Assistent an dessen Lehrstuhl. Als Post-Doktorand war er 1970/71 bei Roy Glauber an der Harvard University und habilitierte sich 1972 in Stuttgart (Statistical treatment of open systems by generalized master equation).
Seit 1973 war er ordentlicher Professor für Theoretische Physik an der Universität Duisburg-Essen (damals Universität-Gesamthochschule Essen). Ab 2006 war er dort Professor Emeritus und seit 2010 Seniorprofessor.
Er war unter anderem Gastprofessor an der Harvard University (1976), an der Cornell University (1980/81), an der École normale supérieure (1992/93), an der Universität Innsbruck (1998/99) und der Waikato University in Hamilton (Neuseeland).
Haake befasste sich in seiner Zeit in Stuttgart in den 1960er-Jahren unter anderem mit der Physik von Lasern als quantenmechanischen Nichtgleichgewichtssystemen, teilweise mit seinem Lehrer Wolfgang Weidlich, mit dem er auch über den quantenmechanischen Messprozess veröffentlichte. Später befasste er sich insbesondere mit Quantenchaos, worüber er eine Monographie schrieb.
1994 bis 2002 war er Sprecher des Sonderforschungsbereichs Unordnung und große Fluktuationen der Universitäten Bochum, Düsseldorf und Essen.
1998 bis 2002 war er Mitglied im wissenschaftlichen Beirat der École normale supérieure und seit 1999 im Beirat des Max-Planck-Instituts für Physik komplexer Systeme in Dresden. Er erhielt den Alexander-von-Humboldt-Forschungspreis der Gesellschaft für Wissenschaft Polen und 2003 den Marian-Smoluchowski-Emil-Warburg-Physikpreis der Deutschen und Polnischen Physikalischen Gesellschaft.
Haake starb am 18. November 2019 im Alter von 78 Jahren.

## Schriften
- Quantum Signatures of Chaos, Springer 1991, 2. Auflage 2000
- Einführung in die Theoretische Physik, Physik-Verlag, Weinheim 1982
- Das Ohr liebt Chaos-Unordnung bei Wellen und Quanten, Essener Unikate Nr. 11 Unordnung und Selbstähnlichkeit (Hrsg. Haake) 1997, Online
- Statistical treatment of open systems by generalized Master equations, in: Springer Tracts in Modern Physics, Band 66, 1973, S. 98–168
- mit Hans-Jürgen Stöckmann: Chaostheorie: Klassisches und quantenmechanisches Wellenchaos: Warum sind die Fluktuation der Energie-Eigenwerte universell ?, Physikalische Blätter, Band 56, 2000, 27–32